# Exposure Hill
Der Exposure Hill (englisch für Belichtungshügel) ist ein niedriger Hügel im ostantarktischen Viktorialand. In der Mesa Range ragt er am südwestlichen Ende der Gair Mesa auf.
Teilnehmer der von 1962 bis 1963 dauernden Kampagne im Rahmen der New Zealand Geological Survey Antarctic Expedition benannten ihn so, weil seine Westseite aus auffällig hellem, scheinbar belichtetem Sandstein besteht.